# Sloezjba bezpeky Oekrajiny
De Veiligheidsdienst van Oekraïne (Oekraïens: Служба безпеки України (СБУ), Sloezjba bezpeky Oekrajiny (SBU of SBOe)) is de geheime dienst van Oekraïne.

## Ontstaan en taak

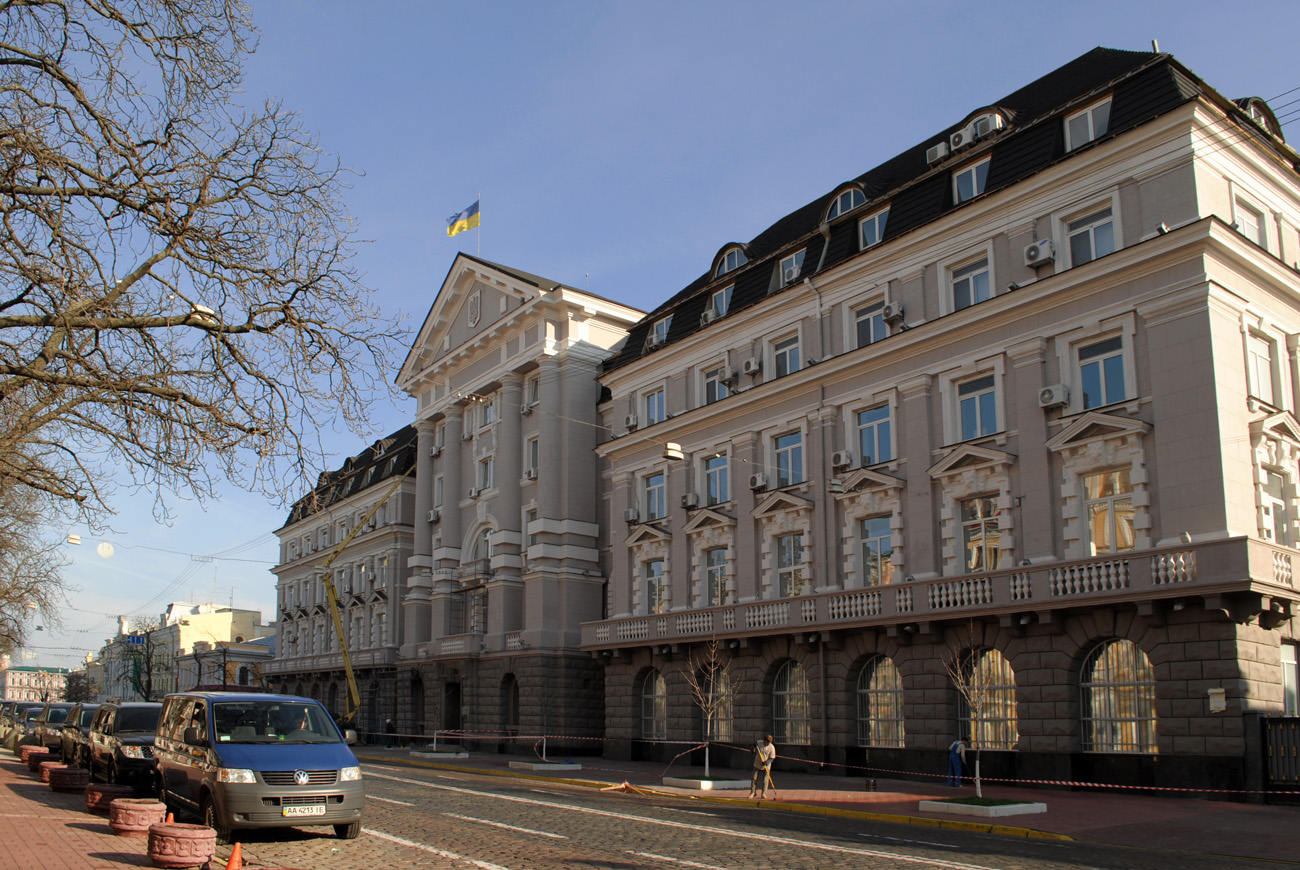
Semstva-gebouw, Hoofdkwartier van SBU, gebouwd in 1913-1923 in Renaissance-Stijl met klassieke elementen, aan de Volodymyrska-straat 33 in Kiev

De SBU ontstond uit een besluit van de Verchovna Rada van het Oekraïense parlement op 20 september 1991. De KGB van de Oekraïense SSR werd daarmee opgeheven. Bijzonderheden over taak en functioneren van de SBU werden in het voorjaar van 1992 in wetten vastgelegd. De taken van de SBU die hieruit volgen zijn:
- Bescherming van de soevereiniteit van de Staat, de grondwet, de territoriale eenheid, het economisch, wetenschappelijk-technisch en defensieve potentiaal van Oekraïne en de bescherming van belangen van de Staat en burgerrechten tegenover interventies van buitenlandse geheime diensten.
- Bestrijding en voorkoming van misdaden tegen vrede en veiligheid, terrorisme, corruptie en georganiseerde misdaad.
- Ondersteuning van binnen- en buitenlandse politieke doelstellingen van de Staatsleiding in de zin van het hebben van een verdedigingsmacht en wetenschappelijk potentiaal, versterking van de internationale samenwerking.

De SBU is direct ondergeschikt aan de president van Oekraïne en valt onder controle van de Verchovna Rada.

## Speciale eenheidAlpha

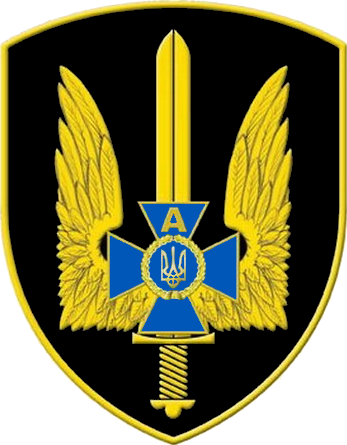
Embleem van de SBU Alpha

De militaire eenheid Alpha werd in juli 1994 na een decreet van de president gevormd. De taken bestaan uit terrorismebestrijding, bevrijding van gegijzelden en ondersteuning van eenheden van andere landen. Ze staat onder bevel van generaal Vasyl Krutov.
De eenheid bewaakte onder andere het transport van Oekraïens papiergeld per schip vanuit Canada. Tijdens Euromaidan in 2014 werd Alpha onder andere ingezet tegen de Rechtse Sector, en in Oost-Oekraïne tegen de pro-Russische volksmilities tijdens de Russisch-Oekraïense Oorlog.

## 2014–heden
Na het einde van het presidentschap van Viktor Janoekovytsj in februari 2014 verklaarde het nieuwe hoofd van de SBU Valentyn Nalyvajtsjenko dat hij zijn kantoorgebouw leeg had aangetroffen. De voormalige leidinggevenden zouden naar Rusland of de Krim zijn vertrokken. Er waren geen werkzame programma's of bestanden. Ook zei hij dat in die tijd de organisatie zwaar geïnfiltreerd was door Russische spionnen. Zijn voorganger Oleksandr Jakoemenko en 15 andere hoge functionarissen doken enkele dagen later inderdaad in Rusland op. Aan het eind van 2014 waren inmiddels 235 SBU-agenten, inclusief het voormalig hoofd van de contra-spionagedienst gearresteerd en waren 25 aanklachten wegens hoogverraad tegen medewerkers uit de Janoekovitsj-periode gedaan. Ook waren alle regionale directeuren vervangen en de helft van hun plaatsvervangers. In juli 2015 verklaarde Nalyvaitsjenko dat er geen sprake meer was van een totale infiltratie door Russische agenten. De gearresteerden werden vervangen door nieuwelingen uit het westen van Oekraïne, die over het algemeen erg jong waren. Om de loyaliteit te testen, werden alle medewerkers regelmatig onderworpen aan ondervragingen en tests met een leugendetector.
In juni 2015 meldde de Kiev Post dat een plaatsvervangend hoofd van de SBU, Vitaly Malikov, steun had verleend aan de gebeurtenissen die leidden tot de annexatie van De Krim. Volgens cijfers van de Oekraïense parlementaire commissie voor Nationale Veiligheid uit februari 2016, verliet na de annexatie door Rusland slechts 10% van het SBU-personeel De Krim. Volgens de SBU zelf (in november 2017) was het 13%.
In 2018 voerde de SBU acties uit tegen kerken en priesters van de Oekraïens-Orthodoxe Kerk patriarchaat van Moskou.
Op 8 juli 2019 kondigde de SBU een inval in de Donbas aan om Vladimir Borysovitsj Tsemakh aan te houden. Hij was mogelijk betrokken bij een luchtverdedigings-eenheid in Snizjne, waar de Buk-installatie was gebruikt om de MH17 neer te halen. De SBU gaf aan dat hij getuige was van de gebeurtenis.

## Leiding

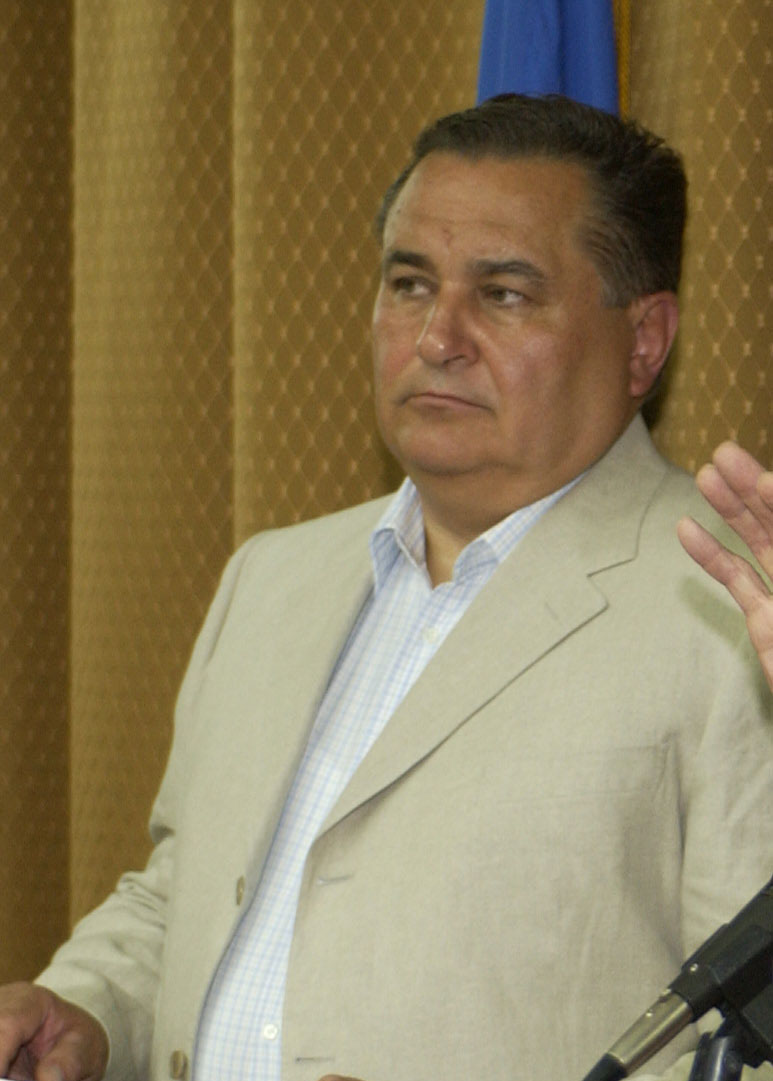
Jevhen Martsjoek (1991–1994)
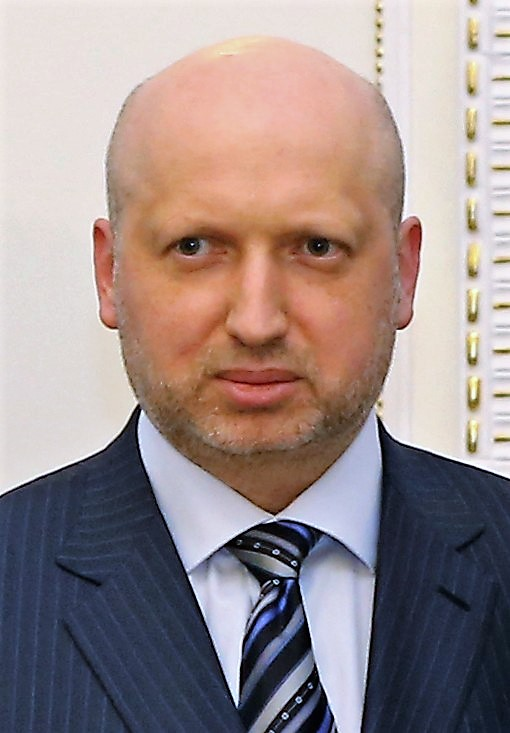
Oleksandr Turtsjynov (2005)
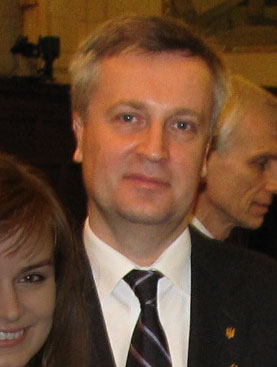
Valentyn Nalyvajtsjenko (2006–2009 en 2014–2015)
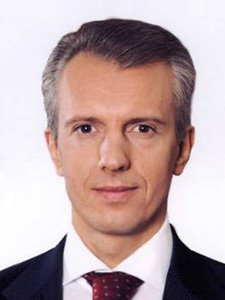
Valerij Chorosjkovskij (2010–2012)
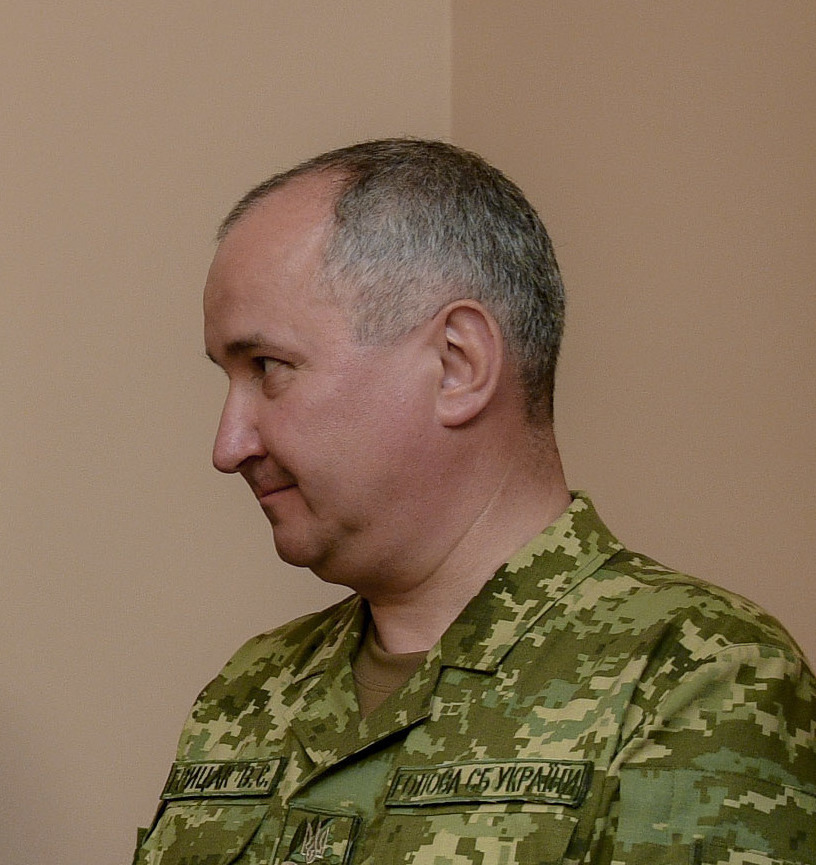
Vassyl Hryzak (2015–2019)
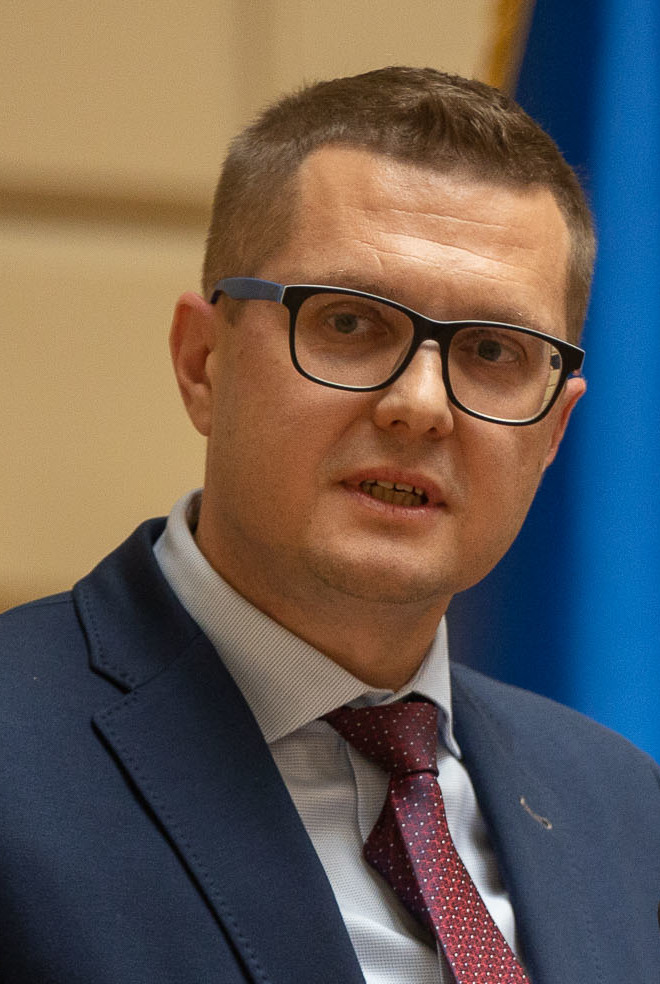
Ivan Bakanov (2019-)